# Gebirgskamm

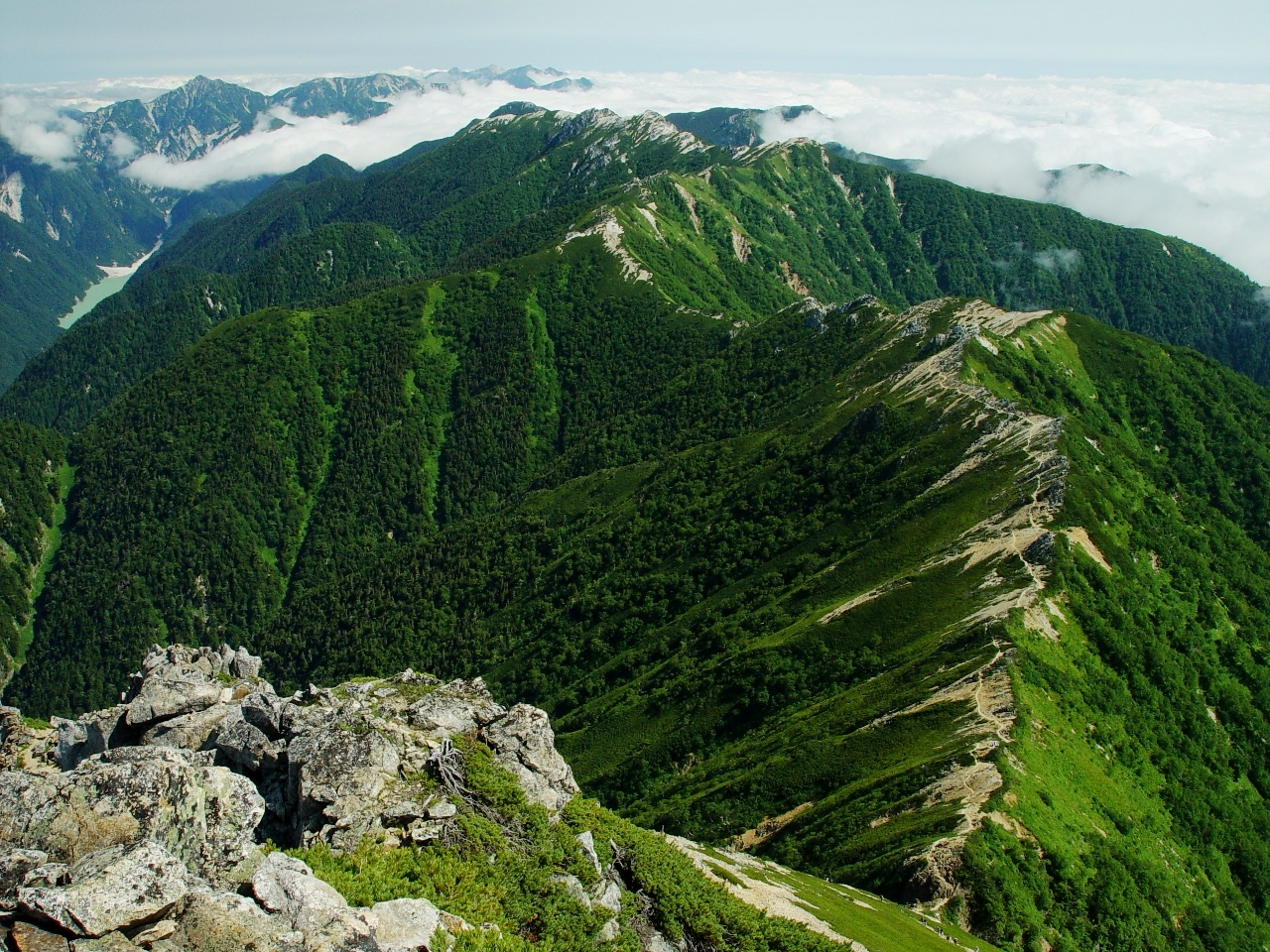
Kamm vom Otensho (Otensho-dake) zum Tsubakuro (Tsubakuro-dake), Hida-Gebirge, Japan.

Ein Gebirgskamm (auch Bergkamm, schweizerisch Krete) besteht aus einer Reihe von Gipfeln eines Gebirges, die, nur durch Scharten oder Gebirgssättel voneinander getrennt, über Gebirgsgrate und Bergrücken miteinander verbunden sind.
Als geomorphologischer Typus ist der Kamm ein in mehr oder minder regelmäßigen Abständen von Gipfel zu Gipfel laufender Grat, und man spricht etwa von Kammgebirge. Wird auf Unterschiede zwischen dem Gebirgskamm und tieferen Regionen hingewiesen, ist häufig von Kammlagen die Rede.
Als Hauptkamm bezeichnet man die Linie der höchsten Erhebungen eines Gebirges. Ein Hauptkamm ist oft eine Wasser- und Wetterscheide und häufig auch eine politische Grenze. Vom Hauptkamm seitlich abfallende Gebirgskämme werden Seiten- oder Nebenkämme genannt.
- Bekannt ist der Alpenhauptkamm von der französisch-italienischen Grenze durch die Schweiz bis nach Österreich. Zahlreiche Landschafts- und Flurnamen in den Hochlagen weisen auf diese weit verbreitete alpine Vollform hin.
- Der Hauptkamm des Ural-Gebirges stellt den nördlichen Teil der Grenze zwischen Europa und Asien dar.
- Der Hauptkamm der Rocky Mountains ist die kontinentale Wasserscheide in Nordamerika zwischen Atlantik und Pazifik.
- In der Deutschschweiz wird ein Gebirgskamm auch als Krete bezeichnet. Dieser Ausdruck kommt wie das französische „crête“ vom altfranzösischen creste und geht auf das lateinische crista zurück.[1] Auf der Jurakrete, dem Hauptkamm des Juras, haben im französischsprachigen Gebiet einzelne Berggipfel das Wort crêt als Bergname (Oronym) erhalten so wie die höchste Erhebung des Juramassivs, der Crêt de la Neige. Näher am Lateinischen ist der Kristberg im Montafon.
- In Deutschland ist der Taunushauptkamm im Hohen Taunus als Beispiel im Mittelgebirge zu nennen.
- Der Thüringer Wald ist ein weiteres Beispiel für ein Kammgebirge.